# Szent Gál legendája

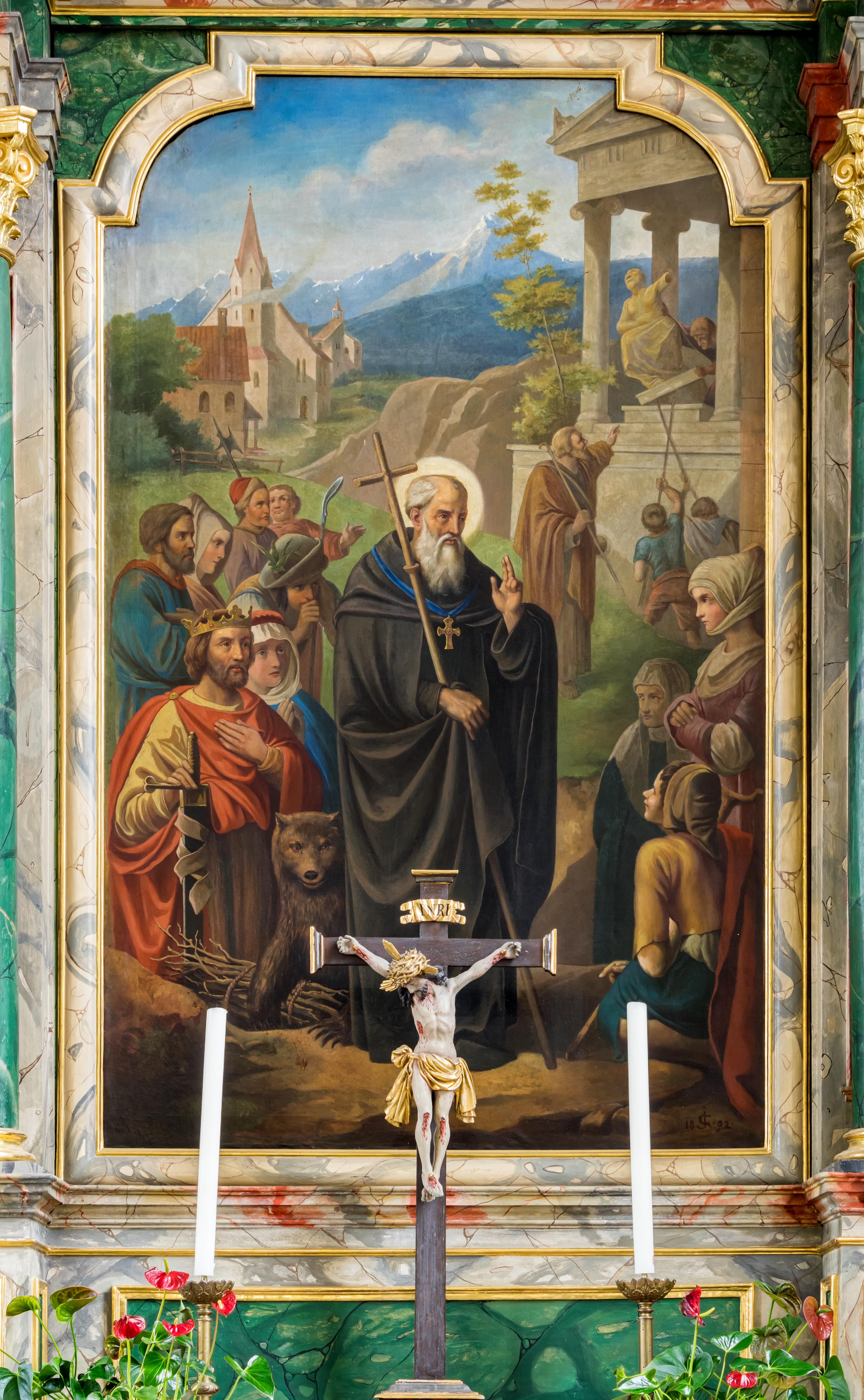
Szent Gál ábrázolása Gottenheimban

Szent Gál legendája a Sankt Gallen-i kolostorban íródott, körülbelül 170 évvel halála után (820 tájékán). A legenda szerzője valószínűleg Walahfrid Strabo (808–849) bencés szerzetes. 

## Leírása
Szent Gál a hagyományok szerint a Sankt Gallen-i kolostor megalapítója, vagy névadója volt. A róla elnevezett legenda Szent Gál tetteit és csodáit mutatja be. E legenda szerint Gál az állatokkal barátkozott. E barátkozásairól szóló legendák között többek között Gál egy medvét is megszabadított a mancsába fúródott tövistől, mely ettől fogva hordta a fát építkezéseihez és a tűzrakásokhoz.

## Hagyományai
A Szent Gál tisztelete hazánkban a bencések révén még az Árpád-korban vert gyökeret.
Magyarországon is több településnek lett névadója, vagy védőszentje. Ilyen település hazánkban többek között Szentgál falu is, melynek szintén védőszentje. A legenda szerint meghúzta magát és az állatokkal barátkozott.
Róla kapta nevét ezenkívül a hódoltság alatt elpusztult tolnai Szentgál falu, vagy többek között a Somogy vármegyei Szentgáloskér, Felsőszentgál (1448, Baranya) is, de e név származéka a beregi, a liptói és a marostordai Gálfalva, a kisküküllői Vámosgálfalva és a zempléni Gálszécs is. Rajtuk kívül valószínű ide tartoznak az Alsógalla, Felsőgalla helynevek, és Melich János szerint az Alsógáld, Felsőgáld, Havasgáld, másként Oláhgáld, Gáldtő (Alsó-Fehér vármegye) falunevek is, melyek a Gál kicsinyített származékai.